# Camoesa
Camoesa es el nombre de una variedad cultivar de manzano (Malus domestica). Esta manzana es originaria de Galicia, está cultivada en la colección de árboles frutales y banco de germoplasma de Mabegondo con el Nº 41; ejemplares procedentes de esquejes localizados en Liáns (La Coruña).

## Sinónimos
- "Camuesa".[4]

## Historia
La variedad 'Camoesa' es conocida desde el siglo XVIII.

## Características
El manzano de la variedad 'Camoesa' tiene un vigor elevado. Tamaño grande y porte erguido.
Época de inicio de brotación a partir del 13 abril y de floración a partir de 2 mayo.
Las hojas tienen una longitud del limbo de tamaño largo, con la máxima anchura del limbo ancha. Longitud de las estípulas larga y la máxima anchura de las estípulas es media. Denticulación del borde del limbo es serrado con la forma del ápice del limbo acuminado y la forma de la base del limbo es obtuso. Tienen presencia de subestípulas.
Sus flores tienen una longitud de los pétalos media, anchura de los pétalos es media, disposición de los pétalos es libre entre sí, con una longitud del pedúnculo corta.
La variedad de manzana 'Camoesa' tiene un fruto de tamaño grande, de forma plana-globosa, de color amarillo, con chapa lavada, con intensidad pálida. Epidermis de textura suave sin pruina en su superficie, y con presencia de cera. Sensibilidad al "russeting" (pardeamiento áspero superficial que presentan algunas variedades) muy poco sensible. Con lenticelas de tamaño mediano. Pedúnculo estrecho y de tamaño medio, siendo la cavidad peduncular poco profunda y estrecha. Con pulpa de color amarillo-crema, firmeza suave y textura intermedia; jugosidad intermedia con sabor no ácidas y dulces, aromática.
Época de maduración y recolección a partir del 8 octubre. 'Camoesa' es una excelente manzana de mesa y también se utiliza en producción de compotas.

## Susceptibilidades
- Oidio: ataque medio
- Moteado: no presenta
- Raíces aéreas: no presenta
- Momificado: no presenta
- Pulgón lanígero: no presenta
- Pulgón verde: ataque medio
- Araña roja: no presenta
- Chancro: no presenta[3]